# Šabřina tatarská
Šabřina tatarská (Conioselinum tataricum) je vytrvalá bylina, jediný druh z nevelkého rodu šabřina, který v České republice roste. Je vzhledově typickou miříkovitou rostlinou a v české krajině je původním druhem, vyskytuje se však jen velice vzácně a je považována za rostlinu ohroženou vyhynutím.
Vědecké jméno Conioselinum tataricum je podle IPNI o 30 let starší než jméno Conioselinum vaginatum, přesto je dle Plant List  pouhým synonymem druhu Conioselinum vaginatum.

## Rozšíření
Je euroasijskou rostlinou s výraznou tendenci kontinentálního rozšíření. Souvislý areál se rozkládá hlavně v severní části Ruska a sahá na východě až k Uralu a na západě zabírá východ Norska a Finska, Ukrajinu, Bělorusko, Pobaltské republiky a oblouk Karpat od Polsku přes Slovensko do Bulharska. Jedná evropská arela se nachází v alpské oblasti Rakouska a druhá na území ČR v Hrubém Jeseníku (v 19. století rostla i v masivu Králického Sněžníku). Její výskyt v alpských a sudetských lokalitách je povařován za glaciální relikt. Mimo Evropy dále šabřina tatarská roste na západní Sibiři, území Střední Asie, v severozápadní Číně, Mongolsku, Afghánistánu, Pákistánu a podhimálajských oblastech na severu Indie.

## Ekologie
Hemikryptofyt rostoucí v montánním a subalpínském stupni na stinných a polostinných místech s dostatkem humusu, obvykle na horských loukách, kamenitých svazích i hřebenech, ve skalních rozsedlinách, sutinách nebo po okrajích horských smíšených nebo listnatých lesů. Kvete v srpnu a září, opylení zajišťuje létající hmyz. Ploidie druhu je 2n = 22.

## Popis
Vytrvalá, lysá bylina se šikmo rostoucím dlouhým a dřevnatějícím oddenkem, z kterého vyrůstá přímá lodyha dosahující do výše 40 až 120 cm. Lodyha je nahoře řídce větvená, v průřezu oblá a podélně jemně rýhovaná, uvnitř dutá, sivě ojíněná a ve spodní části bývá nafialovělá. Dolní lodyžní listy jsou velké až 30 cm a jejich dlouhý řapík je rozšířen v poloobjímavou pochvu. Listové čepele trojúhelníkovitého tvaru jsou dvakrát až třikrát zpeřené a mají kopinaté lístky na okraji naspod ohnuté a po obvodě drsné. Směrem vzhůru se listy i jejich řapíky zmenšují, čepele mají méně dělené a horní nasedají přímo na zvětšenou pochvu.
Na konci lodyhy a některých větví vyrůstají bílé květy sestavené do květenství, složených okolíků, které mívající v průměru 6 až 10 cm, jsou obvykle bez obalu a bývají sestavené z deset až pětadvacet okolíčků o velikosti do 2 cm. Okolíčky s početnými obalíčky obsahují 18 až 26 květů. Oboupohlavné pětičetné květy mají zakrslý kalich a široce vejčité korunní lístky asi 2 mm dlouhé, jež jsou nejprve slabě nazelenalé a později bělavé. Pět tyčinek nese žluté prašníky, spodní semeník je dvoudílný a má dvě blizny. Pro znesnadnění samoopylení květů dozrávají prašníky dříve než blizny.
Plod je dvounažka, která se ve zralosti rozpadá na dva hnědé, elipsovité plůdky semena, ta jsou asi 5 mm dlouhá a mají světlá blanitá žebra podporující jejich rozptylování větrem.

## Význam
Silice z kořene obsahuje ligustilid, látku vyskytující se v andělice lékařská a používané v léčitelství. Vzhledem k ojedinělému výskytu rostliny a její zákonné ochraně se této vlastnosti nevyužívá.

## Ohrožení
Šabřina tatarská je v české přírodě dlouhodobě vzácnou rostlinou, roste ve speciálních podmínkách na malém území a počty kvetoucích jedinců nadále klesají. Je proto vedena ve "Vyhlášce MŽP ČR č. 395/1992 Sb. ve znění vyhl. č. 175/2006 Sb." a obdobně i v "Červeném seznamu cévnatých rostlin České republiky" z roku 2012, mezi kriticky ohroženými druhy (§1, C1b).